# Sundský průliv
Sundský průliv (indonésky Selat Sunda, nizozemsky Straat Soenda) je průliv mezi indonéskými ostrovy Sumatra a Jáva. Spojuje Jávské moře s Indickým oceánem. Jméno pochází od názvu Pasundan, který označuje Západní Jávu. V nejužším místě je průliv široký 24 kilometrů. Průliv je mělký, největší hloubka dosahuje 20 metrů.
Na místě dnešní sopky Anak Krakatau se nacházela sopka Krakatoa, která byla zničena při mohutné erupci v roce 1883.
V noci z 28. února na 1. března 1942 došlo u severního ústí průlivu k bitvě mezi ustupujícími spojeneckými křižníky a japonským západojávským invazním svazem.